# Orseolia similis
Orseolia similis är en tvåvingeart som beskrevs av Gagne 1973. Orseolia similis ingår i släktet Orseolia och familjen gallmyggor. Inga underarter finns listade i Catalogue of Life.